# Rīmaleh
Rīmaleh (persiska: رَپَملِه, ریمله) är en ort i Iran.   Den ligger i provinsen Lorestan, i den västra delen av landet, 400 km sydväst om huvudstaden Teheran. Rīmaleh ligger 1 707 meter över havet och antalet invånare är 467.
Terrängen runt Rīmaleh är kuperad åt sydväst, men åt nordost är den bergig.Runt Rīmaleh är det ganska tätbefolkat, med 72 invånare per kvadratkilometer. Närmaste större samhälle är Khorramābād, 17,4 km söder om Rīmaleh. Trakten runt Rīmaleh består i huvudsak av gräsmarker.